# Fabrica de absolut
Fabrica de absolut (în cehă Továrna na absolutno) este un roman științifico-fantastic din 1922 al scriitorului Karel Čapek.
Prima parte începe cu o povestire de Anul Nou în 1943 (în viitor față de data publicării) și descrie transformările fundamentale ale societății ca urmare a unei noi surse mistice de energie liberă.
Povestea romanului se bazează pe invenția unui carburator - un motor care produce multă energie ieftină prin divizarea materiei. Cu toate acestea, pe lângă energie, eliberează și absolutul. Absolutul este esența spirituală care, conform unor filozofii religioase, este ceea ce formează toată materia (monism). Absolutul provoacă o ascensiune religioasă incredibilă la oameni: cei care au intrat sub influența carburatorului devin drepți, dobândind uneori abilități supranaturale. Toate acestea duc la dispute religioase care duc la izbucnirea celui mai profund război din istorie. 

## Vezi și
- Științifico-fantasticul în Cehia